# Haus Mohrmann (Hannover)

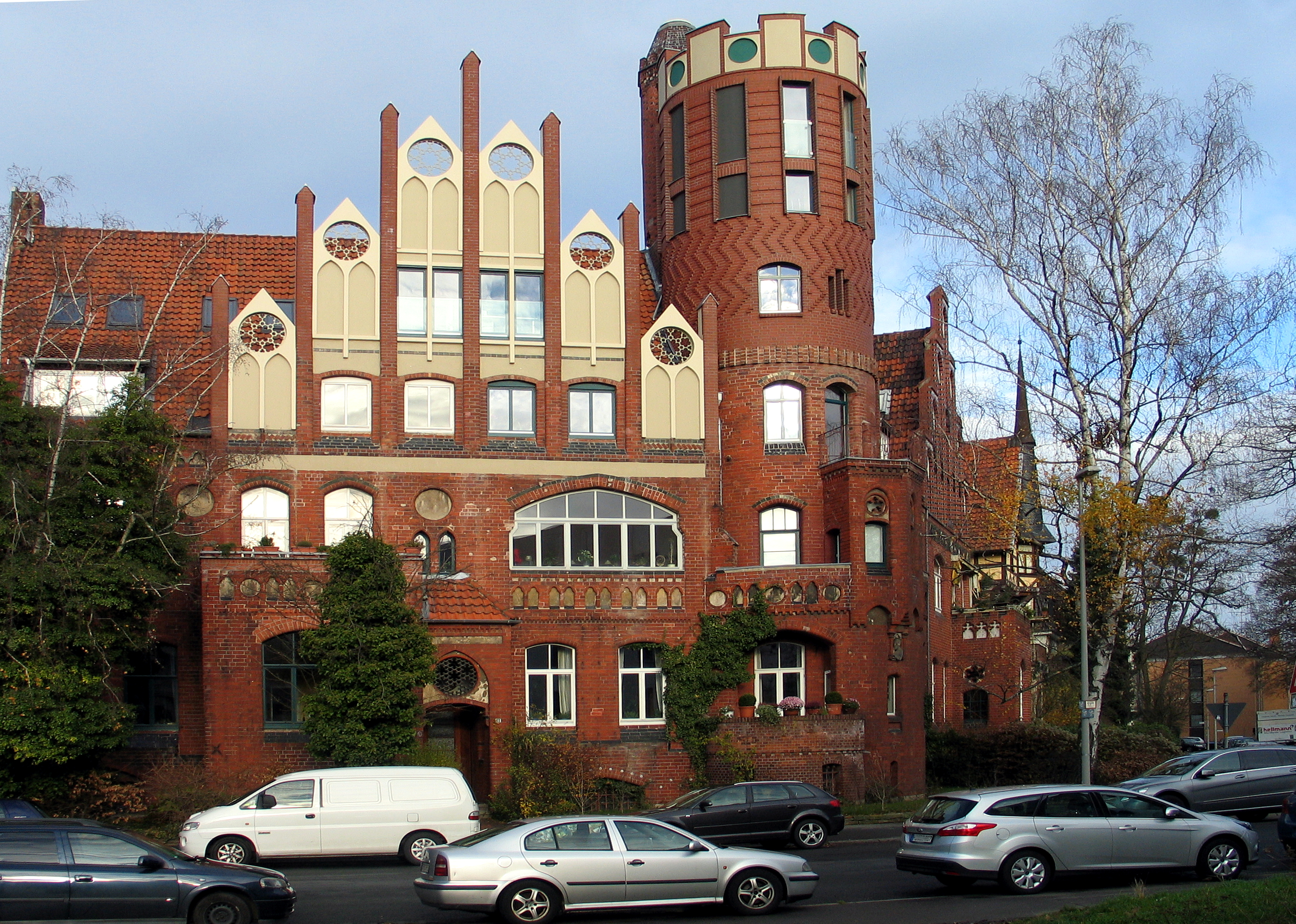
Das sanierte Mohrmann-Haus in der Nordstadt von Hannover

Das sogenannte Haus Mohrmann (auch: Mohrmann-Haus) in Hannover errichtete der Professor für Baukunst und Architekt Karl Mohrmann Ende des 19. Jahrhunderts als Wohnhaus für die eigene Familie. Standort des denkmalgeschützten Reihenhauses, das Teil eines Ensembles desselben Architekten ist, ist der Herrenhäuser Kirchweg 11 Ecke Reinholdstraße im Landhausviertel, Stadtteil Nordstadt.

## Baubeschreibung
Das 1899 bis 1900 in der Nachfolge der Hannoverschen Architekturschule errichtete Backstein-Eckgebäude vermittelt – trotz teilweiser Kriegszerstörungen, Teilrekonstruktionen in den Nachkriegsjahren und während der jüngsten Sanierung durch Teilverputzung – einen guten Eindruck „seiner gotisierenden Formensprache und der großzügigen Flächenverzierung“, etwa durch die braun und grün glasierten Formsteine.

## Geschichte

### Aufbau und Zerstörung

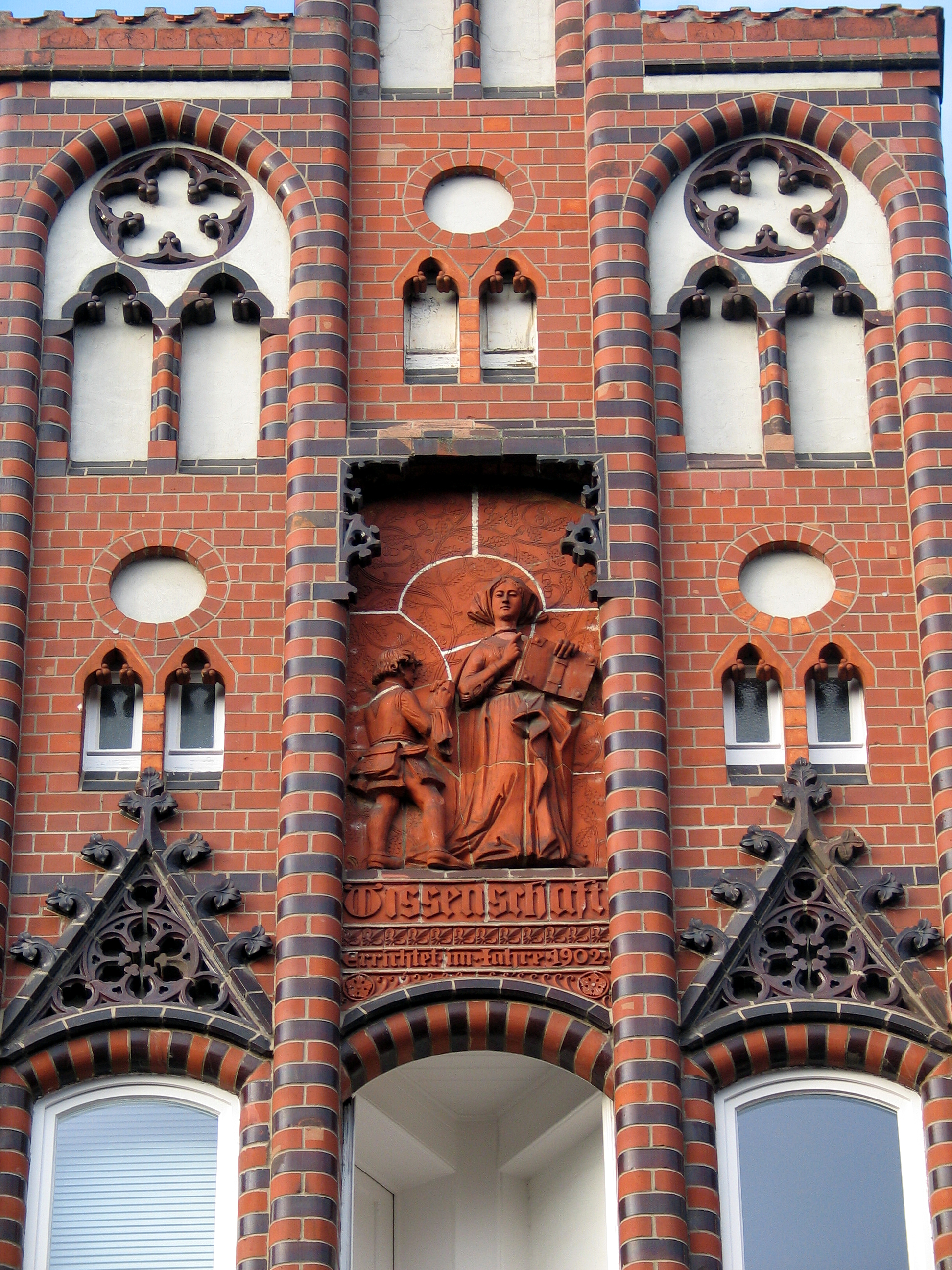
„Wissenschaft“; Terrakotta-Relief am 1902 angebauten Haus Reinholdstraße 5

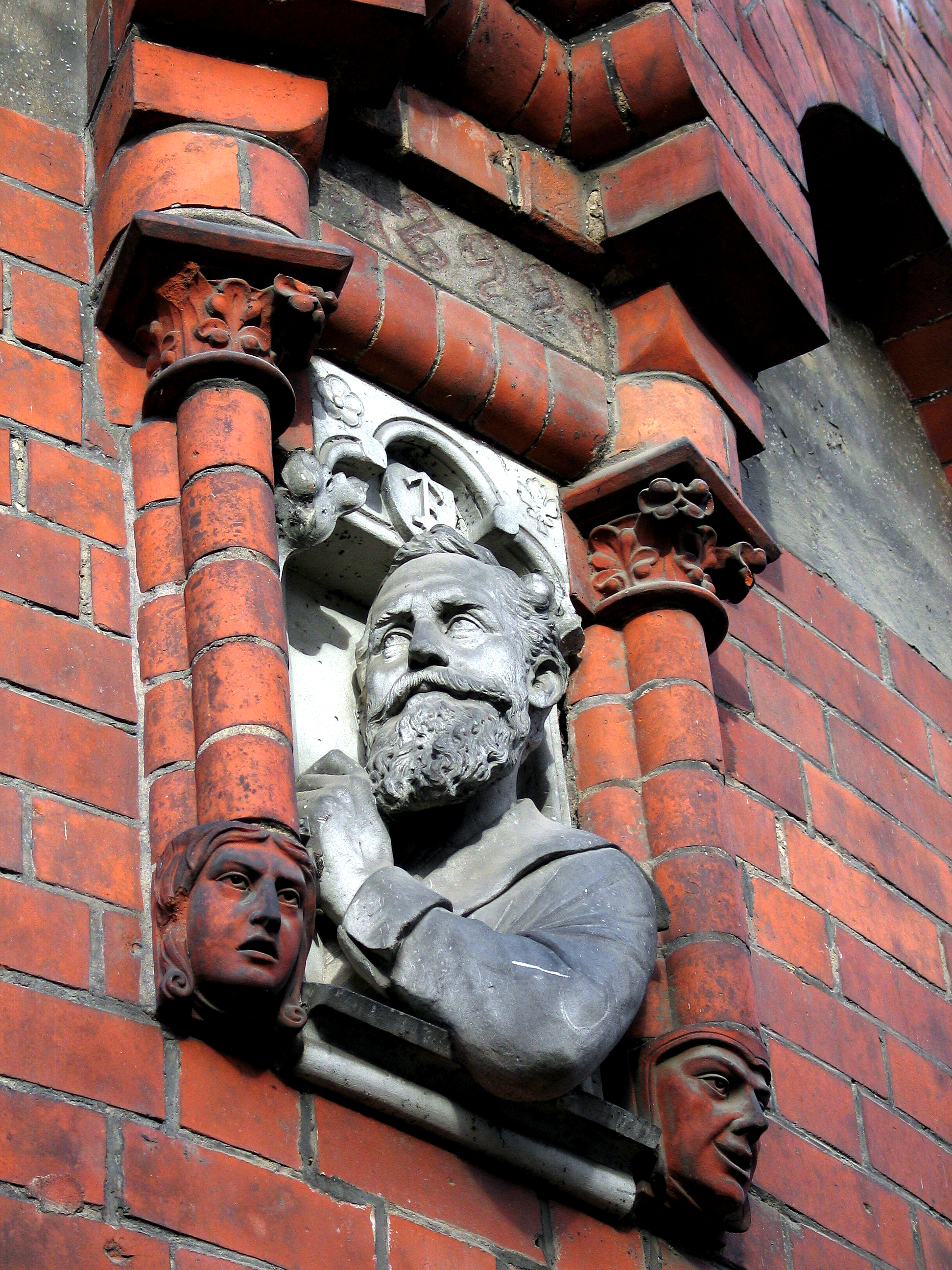
Dreiviertel-Plastik mit dem Bildnis des Bauherrn am Eckturm des Ensembles

Als Karl Mohrmann an der Technischen Hochschule Hannover als Nachfolger von Conrad Wilhelm Hase 1894 Professor für „mittelalterliche Baukunst und Entwerfen öffentlicher Gebäude“ geworden war, führte er Hases neugotisch ausgerichtetes Unterrichtsprogramm mit einigen Änderungen fort. Nachdem Mohrmann ab 1898 dann zusätzlich auch das Amt eines Konsistorialrats der Evangelisch-lutherischen Landeskirche Hannovers innehatte, errichtete sich der Architekt schließlich ein eigenes Wohngebäude nördlich der Nienburger Straße in dem seinerzeit als „Landhausviertel“ ausgewiesenen Gebiet unweit der Herrenhäuser Gärten.
Die Bebauung des „Landhausviertels“ begann so erst knapp ein Viertel Jahrhundert nach der zuvor schon ab 1874 begonnenen Erschließung entlang der Nienburger Straße („Parkhaus“ von 1874 und der zugehörige ehemalige „Stadtpark“ mit „Burgruine“ am Herrenhäuser Kirchweg). Bis 1902 baute Karl Mohrmann an sein eigenes Wohnhaus das Gebäude Reinholdstraße 5 an, abgesetzt davon auch die Häuser mit den Nummern 7 und 9. In unmittelbarer Nähe wurden etwa zeitgleich drei große städtische Gebäude errichtet; ab 1892 das Zentralkrankenhaus, 1900 bis 1903 die ehemalige „Hebammenlehranstalt“ (Landesfrauenklinik) sowie die „Bürgerschule 57/58“ an der Haltenhoffstraße.
In dem Eckgebäude mit dem repräsentativen Turm und dem Relief-Bildnis des Bauherrn wohnte später auch die Enkelin von Karl Mohrmann, Karin Weisser. Ihr Kindermädchen Lisbeth bewohnte das Obergeschoss des Gebäudes. Im Turm befanden sich seinerzeit das Kinderzimmer sowie ein fensterloses Zimmer, in dem der Hausherr „ausgewählten Gästen“ lichtempfindliche Artefakte seiner ägyptischen Sammlung präsentierte. Ebenfalls blickgeschützt, aber lichtüberflutet, nutzte der Sohn von Karl Mohrmann, Bernward Mohrmann, die Dachterrasse hinter den Zinnen des Hauses für unkonventionelle FKK-Freuden.
Nach dem Tod von Karl Mohrmann 1927 wurde die 1935 nahe dem Mohrmann-Haus angelegte Deichmannstraße, ursprünglich benannt nach dem Major Arnold Deichmann, 1936 umbenannt in Mohrmannstraße.

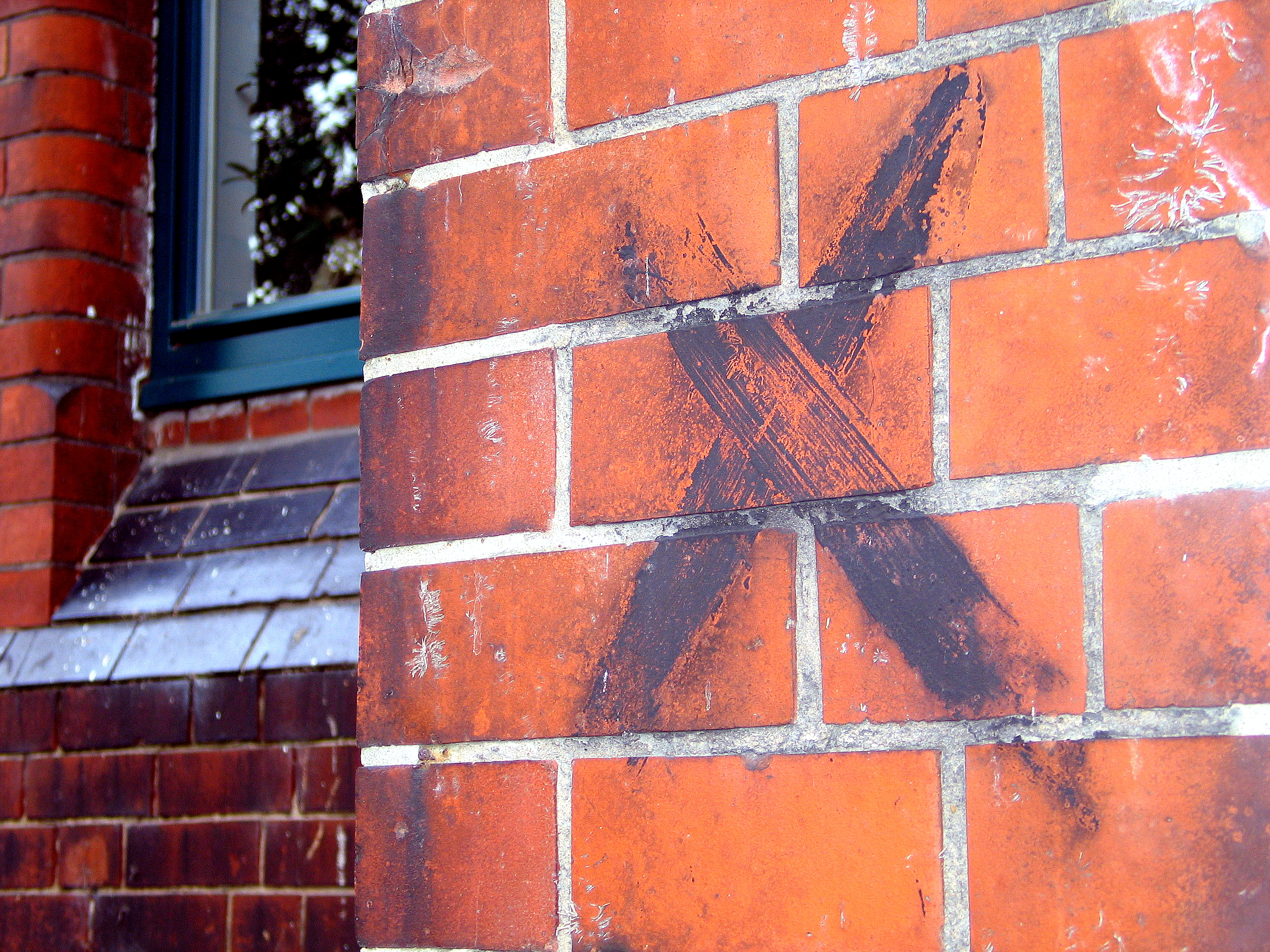
Bis heute kündet ein schwarzes Kreuz von den Luftangriffen auf Hannover: „Auf Leichen durchsucht.“

Mohrmanns Enkelin Karin Weisser erinnerte jedoch auch die beinahe-Totalzerstörung 1943 nach den Luftangriffen auf Hannover im Zweiten Weltkrieg. Bis heute kündet ein schwarzes Kreuz an der Beinahe-Ruine davon, dass das Gebäude seinerzeit nach Leichen durchsucht worden war.

### Notaufbau und Sanierung

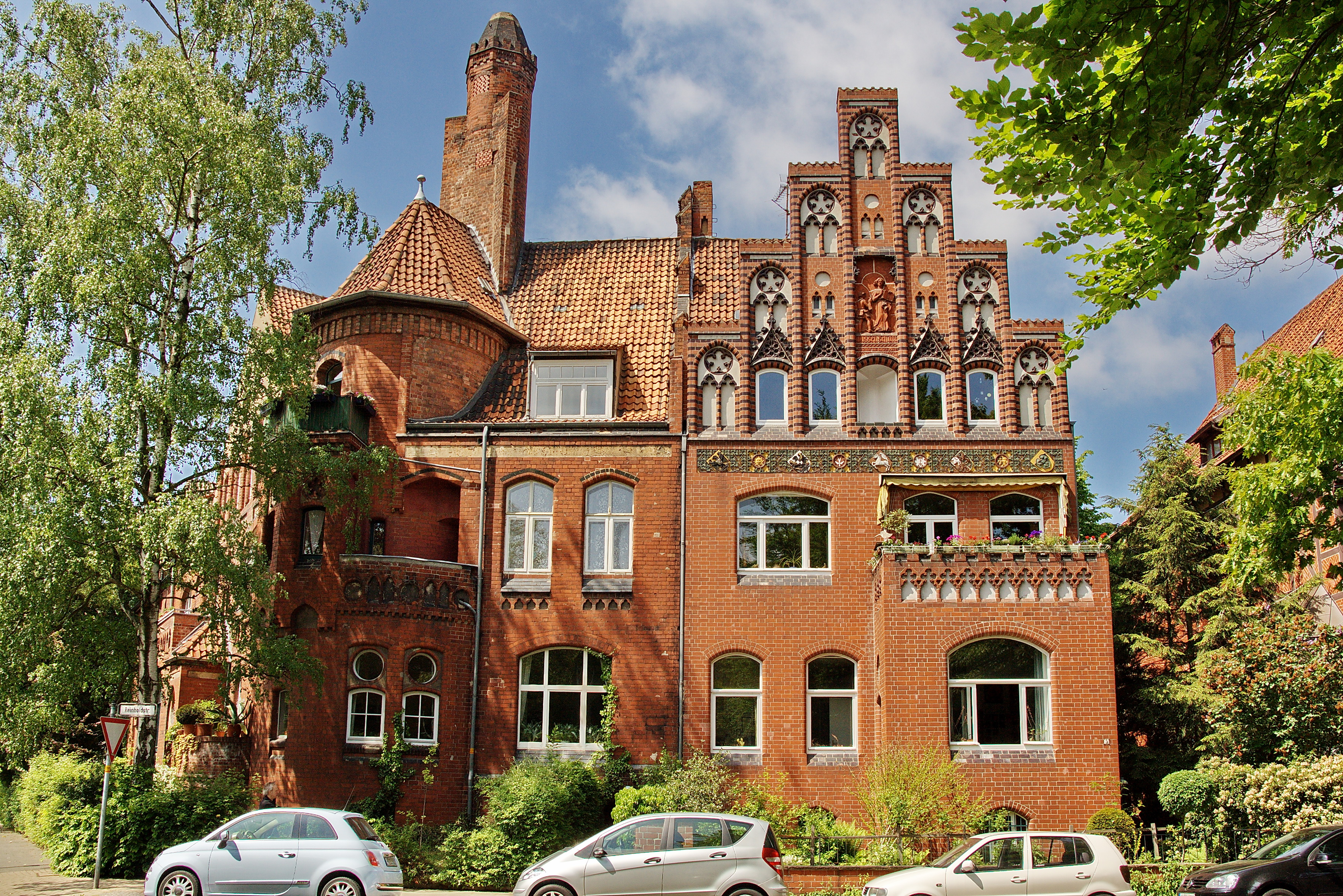
Blick auf den ehemals nur notdürftig abgedeckten Turmrest und rechts daneben das Haus Reinholdstraße 5

Ende der 1940er Jahre sollte das Mohrmann-Haus eigentlich abgerissen werden. Aufgrund der großen Wohnungsnot – Hannover war zu rund 48 % zerstört worden – wurde es jedoch behelfsmäßig instand gesetzt. Der ehemals hoch aufgerichtete Turm wurde dabei lediglich bis zur Höhe der Dachebene wieder aufgestockt, der ursprünglich reich verzierte Schaugiebel am Herrenhäuser Kirchweg wurde nun schlicht verputzt.
Ab 2011 beschloss die Erbengemeinschaft des Mohrmann-Hauses, bestehend aus den drei Geschwistern und Urenkel von Karl Mohrmann Lutz Weisser, Architekt in Berlin, Cordula Weisser, Architektin in London, und der Mediziner Burkhard Weisser, „dem Prachtbau nun annähernd seine ursprüngliche Gestalt zurückzugeben“. Nachdem das Niedersächsische Landesamt für Denkmalpflege und das städtische Denkmalamt die Umbaupläne für das Kulturdenkmal positiv beschieden, wurde der in Hannover tätige Architekt Thomas Ceglarek, der zuvor verantwortlich zeichnete für den Umbau von Schloss Marienburg, mit den Bauarbeiten beauftragt. Dabei sollten zusätzlich zu den nach dem Zweiten Weltkrieg entstandenen sechs Wohnungen im Mohrmann-Haus auf dem Dach zwei weitere Einheiten für den gehobenen Bedarf mit 70 m² und 130 m² Wohnfläche entstehen. Zur annähernden Rekonstruktion der Gebäudehülle konnte sich Thomas Ceglarek am Nachlass von Karl Mohrmann im Stadtarchiv Hannover orientieren. Zudem konnten nach dem Kellerfund eines Originals verlorene Giebelrosetten auf der Seite des Herrenhäuser Kirchweges aus Edelstahl nachgebaut werden.
Überschattet wurde 2011 die Freude über das „dritte“ Richtfest für das Mohrmann-Haus knapp zwei Monate später durch einen tragischen Todesfall eines 42-jährigen Monteurs einer Baufirma aus Rinteln: Der Mann verunglückte bei der Demontage des Baukranes.